# Limacina
Genre
Synonymes
- Heterofusus Fleming, 1823
- sous-genre Limacina (Limacina) Bosc, 1817
- Lornia Marwick, 1926
- Munthea van der Spoel, 1967
- Scaea Philippi, 1844
- Spiratella Blainville, 1817
- Spiratella Blainville, 1817
- Spirialis Eydoux & Souleyet, 1840

Limacina est un genre de mollusques gastéropodes nectoniques de la famille des Limacinidae.

## Systématique
Le genre Limacina a été créé en 1817 par le naturaliste et agronome français Louis-Augustin Bosc d'Antic (1759-1828).

## Liste des espèces
Selon World Register of Marine Species (15 octobre 2021) :
- † Limacina acutimarginata (Korobkov, 1966)
- † Limacina adornata Hodgkinson, 1992
- † Limacina aegis Hodgkinson, 1992
- † Limacina andrussowi (Kittl, 1886)
- † Limacina aryanaensis A. W. Janssen, 2013
- † Limacina asiatica A. W. Janssen, 2011
- † Limacina atlanta (Mörch, 1874)
- Limacina bulimoides (d'Orbigny, 1835)
- † Limacina canadaensis Hodgkinson, 1992
- Limacina cochlostyloides Tesch, 1907
- † Limacina conica (Koenen, 1892)
- † Limacina convolutus Hodgkinson, 1992
- Limacina costulata Preston, 1916
- † Limacina curryi A. W. Janssen, 1990
- † Limacina davidi Hodgkinson, 1992
- † Limacina dilatata (Koenen, 1892)
- † Limacina dzheroiensis A. W. Janssen, 2011
- † Limacina erasmiana A. W. Janssen, 2010
- † Limacina ernstkittli A. W. Janssen, 2012
- † Limacina gormani (Curry, 1982)
- † Limacina gramensis (Rasmussen, 1968)
- † Limacina guersi A. W. Janssen, 2010
- † Limacina heatherae Hodgkinson, 1992
- Limacina helicina (Phipps, 1774)
- † Limacina helikos Hodgkinson, 1992
- † Limacina ingridae A. W. Janssen, 1989
- † Limacina irisae A. W. Janssen, 1989
- † Limacina karasawai Ando, 2011
- † Limacina korobkovi (Tembrock, 1989)
- Limacina lesueurii (d'Orbigny, 1836)
- † Limacina limata (Marwick, 1926)
- † Limacina lotschi (Tembrock, 1989)
- † Limacina lunata A. W. Janssen, 1990
- † Limacina mariae A. W. Janssen, 1989
- † Limacina miorostralis (Kautsky, 1925)
- † Limacina nemoris (Curry, 1965)
- † Limacina novacaesarea A. W. Janssen & Sessa, 2016
- † Limacina parvabrazensis Garvie & A. W. Janssen, 2020
- † Limacina perforata A. W. Janssen, 2013
- † Limacina planorbella (Korobkov, 1966)
- † Limacina pseudopygmaea Garvie & A. W. Janssen, 2020
- † Limacina pygmaea (Lamarck, 1805)
- Limacina rangii (d'Orbigny, 1835)
- Limacina retroversa (J. Fleming, 1823)
- † Limacina robusta (Eames, 1952)
- † Limacina sculptilis (P. A. Maxwell, 1992)
- † Limacina smithvillensis Hodgkinson, 1992
- † Limacina tanzaniaensis L. J. Cotton, A. W. Janssen, Pearson & van Driel, 2017
- † Limacina tatei A. W. Janssen, 1990
- † Limacina tertiaria (Tate, 1887)
- † Limacina texanopsis Garvie, 2020
- † Limacina timi L. J. Cotton, A. W. Janssen, Pearson & van Driel, 2017
- Limacina trochiformis (d'Orbigny, 1835)
- † Limacina tutelina (Curry, 1965)
- † Limacina umbilicata (Bornemann, 1855)
- † Limacina valvatina (Reuss, 1867)
- † Limacina vegrandis Cahuzac & A. W. Janssen, 2010
- † Limacina wechesensis Hodgkinson, 1992
- † Limacina wilhelminae A. W. Janssen, 1989
- † Limacina yadongensis X.-F. Li, G.-B. Li, Garvie, T.-Y. Wang & J. Zhao, 2020
- † Limacina yazdii A. W. Janssen, 2013

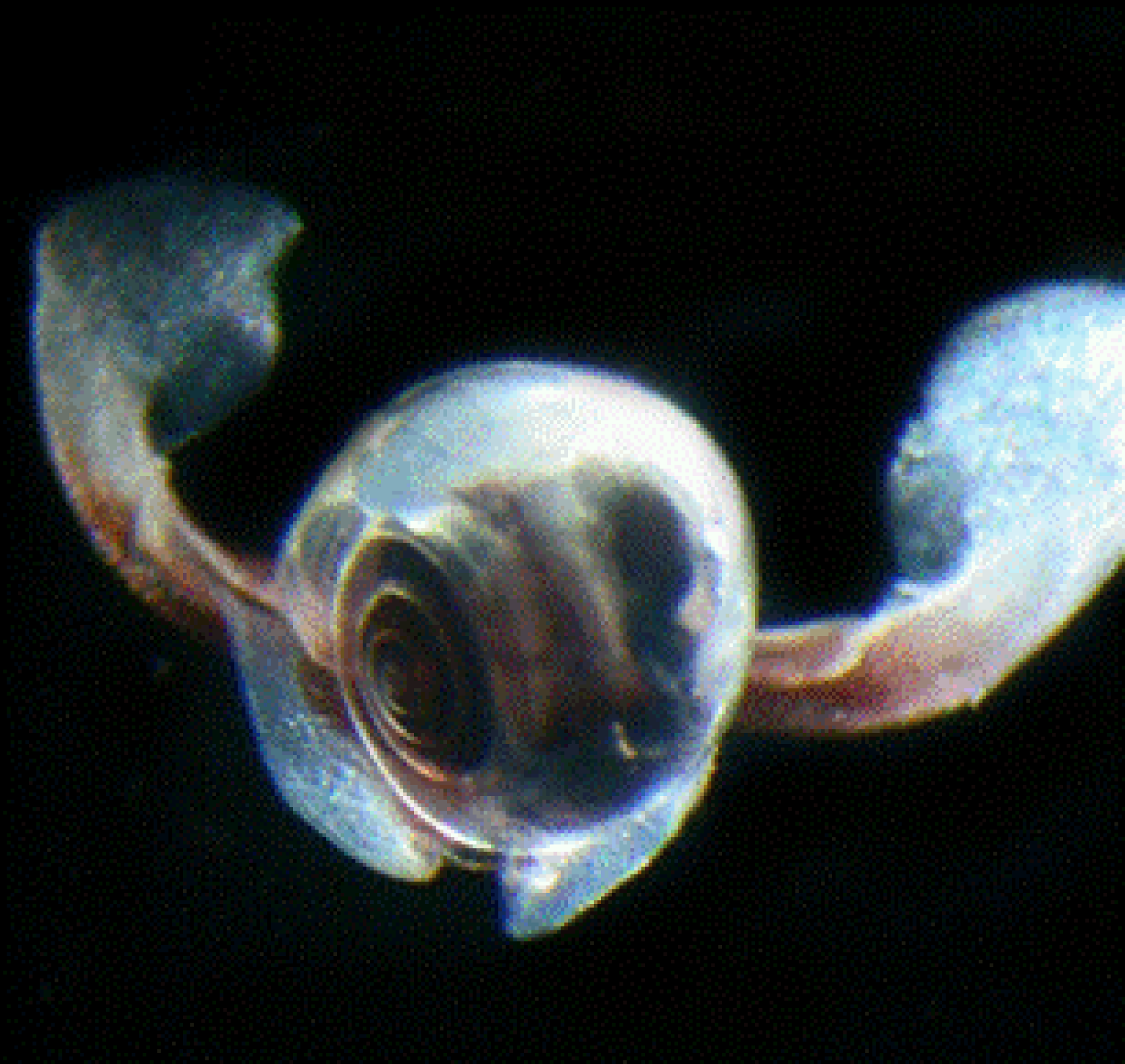
Limacina antarctica.
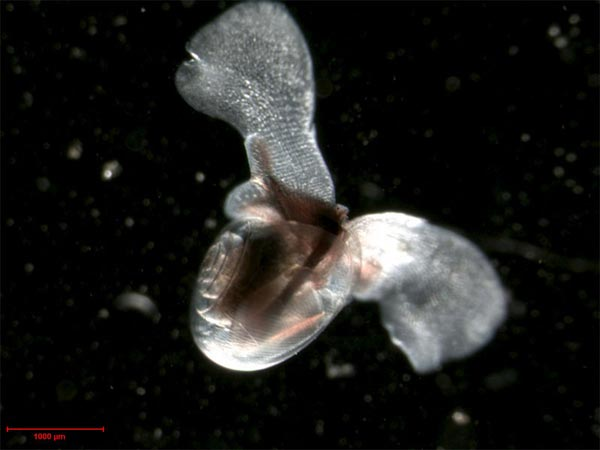
Limacina helicina.